# تالاب عمیق
تالاب عمیق (انگلیسی: Aammiq Wetland) یک تالاب در کشور لبنان است که براساس کنوانسیون رامسر در ۱۹۹۹ مورد محافظت قرار گرفته است.

## نگارخانه

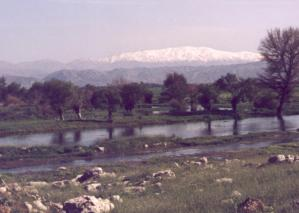
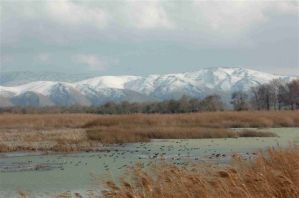